# 데이나 애시브룩
데이나 애시브룩(Dana Ashbrook, 1967년 5월 24일 ~ )은 미국의 배우이다.

## 출연 작품
- 겟팅 그레이스 (2017)
- 히틀러스 폴리 (2016)
- 완벽한 섹스의 발견 (2014)
- 어그레션 스케일 (2012)
- 킬 포인트 (2007)
- 더 라스트 플레이스 온 어스 (2002)
- 파이톤 2 (2002)
- 퍼즐드 (2001)
- 데블 스네이크 (2001)
- 리얼 킬러 (2000)
- 도슨의 청춘일기 (1998)
- 컴포터블 넘 (1995)
- 보니와 클라이드 (1992)
- 트윈 픽스 (1992)
- 뱀파이어의 일몰 (1990)
- 유령 아빠 (1990)
- 트윈 픽스 시즌1 (1990)
- 내 인생은 나의 것 (1989)
- 왁스웍 (1988)
- 바탈리언 2 (1988)
- 낫츠 랜딩 (1979)
- 토마토 공격대 (1978)